# Регионални библиотеки в България
Регионални библиотеки в България са културни институти, създадени с Постановление № 153 на Министерския съвет на Република България през 2000 г.

## Функции
Съгласно постановленията, с които са преобразувани, регионалните библиотеки:
- оказват съдействие на Министерството на културата при осъществяване на държавната политика в областта на библиотечно-информационното обслужване
- извършват библиотечно-информационно обслужване и междубиблиотечно заемане
- са център за внедряване на съвременните технологии и координирано изграждане на регионалните автоматизирани библиотечно-информационни мрежи като част от Националната автоматизирана библиотечно-информационна мрежа
- координират краеведската дейност и поддържането, съхраняването и предоставянето за ползване на архива на местната книжнина и печат
- извършват координационна, експертно-консултантска и квалификационна дейност за всички обществени библиотеки
- разработват и участват в реализирането на програми и проекти, свързани с продължаващото образование, културната интеграция и гражданското участие
- събират, обработват и предоставят информация за библиотеките от региона на органите на държавна и местна власт и предлагат конкретни мерки за подобряване на тяхната дейност

## Списък
- Столична библиотека
- Регионална библиотека „Димитър Талев“ – Благоевград[3]
- Регионална библиотека „Пейо Крачолов Яворов“ – Бургас[4]
- Регионална библиотека „Пенчо Славейков“ – Варна[5]
- Регионална народна библиотека „Петко Р. Славейков“ – Велико Търново[6]
- Регионална библиотека „Михалаки Георгиев“ – Видин
- Регионална библиотека „Христо Ботев“ – Враца[7]
- Регионална библиотека „Априлов – Палаузов“ – Габрово[8]
- Регионална библиотека „Дора Габе“ – Добрич[9]
- Регионална библиотека „Н. Й. Вапцаров“ – Кърджали[10]
- Регионална библиотека „Емануил Попдимитров“ – Кюстендил[11]
- Регионална библиотека „Проф. Беню Цонев“ – Ловеч[12]
- Регионална библиотека „Гео Милев“ – Монтана[13]
- Регионална библиотека „Никола Фурнаджиев“ – Пазарджик[14]
- Регионална библиотека „Светослав Минков“ – Перник[15]
- Регионална библиотека „Христо Смирненски“ – Плевен[16]
- Регионална народна библиотека „Иван Вазов“ – Пловдив[17]
- Регионална библиотека „Проф. Боян Пенев“ – Разград[18]
- Регионална библиотека „Любен Каравелов“ – Русе[19]
- Регионална библиотека „Партений Павлович“ – Силистра[20]
- Регионална библиотека „Сава Доброплодни“ – Сливен[21]
- Регионална библиотека „Николай Вранчев“ – Смолян[22]
- Регионална библиотека „Захарий Княжески“ – Стара Загора[23]
- Регионална библиотека „Христо Смирненски“ – Хасково[24]
- Регионална библиотека „Стилиян Чилингиров“ – Шумен[25]
- Регионална библиотека „Георги Раковски“ – Ямбол[26]